# Plaza Cívica de Valparaíso
La plaza Cívica de Valparaíso es una gran explanada ubicada en el barrio Comercial del plan de la ciudad de Valparaíso, Chile, específicamente al oriente del edificio de la Intendencia Regional. 
Hasta finales del siglo XIX por el sector pasaba una línea férrea que conectaba la ciudad con el resto del país. En los años 1980 se implementó la plaza y en el año 1999 fue intervenida para construir estacionamientos subterráneos.[cita requerida]